# Ґедеон (Горбацький)
Ґедео́н Горба́цький гербу Шренява (Дашке́вич-Горба́цький, пол. Gedeon (Daszkiewicz-) Horbacki herbu Szreniawa; 1724, Білорусь ― 22 квітня 1784) ― унійний церковний діяч, василіянин, єпископ Пінської єпархії Руської унійної церкви, єпископ-коад'ютор Київської унійної митрополії. Рідний брат єпископа Йоакима Горбацького.

## З життєпису
Народився в Білорусі (Велике князівство Литовське) в сім'ї Антонія і Христини Горбацьких (Дашкевичів-Горбацьких). Вступив до Василіянського Чину, в якому по складенні вічних обітів продовжив навчання. Після початкових філософських студій виїхав на навчання богослов'ю до Грецької колегії св. Атанасія в Римі (перебував там з 6 листопада 1750 по 16 квітня 1754). Під час римських студій 14 грудня 1753 отримав священиче рукоположення.
З 20 грудня 1766 ― коад'ютор єпископа Пінсько-Турівського Юрія Булгака, по смерті якого (12 березня 1769) став єпархом. 8 жовтня 1781 номінований на коад'ютора Київського Митрополита Ясона Смогожевського і потверджений Апостольською Столицею 10 грудня 1781.
Помер 22 квітня 1784 р. (інші джерела подають, що він помер перед 26 червня 1784).